# Dünyamalılar
Dünyamalılar (ryska: Dun’yamalylar, azerbajdzjanska: Dünyamallar) är en ort i Azerbajdzjan.   Den ligger i distriktet Bejläqan, i den centrala delen av landet, 190 km väster om huvudstaden Baku. Dünyamalılar ligger 27 meter över havet och antalet invånare är 5 968.
Terrängen runt Dünyamalılar är platt. Närmaste större samhälle är Beylagan, 12,0 km väster om Dünyamalılar.
Trakten runt Dünyamalılar består till största delen av jordbruksmark. Runt Dünyamalılar är det ganska tätbefolkat, med 65 invånare per kvadratkilometer.